# Recorduri naționale la atletism (Republica Moldova)
Aceasta este o listă de recorduri naționale din Republica Moldova la atletism actualizată periodic de Federația de Atletism din Republica Moldova (FAM).

## În aer liber

### Masculin
| Probă            | Record | Atlet                                                  | Data               | Loc        |
| ---------------- | --- | ------------------------------------------------------ | ------------------ | ---------- |
| 100 m            | 10,30 (+0,4 m/s) | Alexandr Afteni                                        | 19 iulie 1984      | Moscova    |
| 200 m            | 21,15 | Iurii Iordanov                                         | 16 septembrie 1984 | Baku       |
| 400 m            | 46,57 | Serghei Grigoriev                                      | 5 iulie 1984       | Kiev       |
| 800 m            | 1:47,18 | Vitali Cerches                                         | 19 august 2000     | Staiki     |
| 1500 m           | 3:37,2 | Anatolii Mamontov                                      | 22 iulie 1976      | Podolsk    |
| 3000 m           | 7:52,5 | Anatolii Mamontov                                      | 28 aprilie 1980    | Soci       |
| 5000 m           | 13:47,6 | Igor Braslavskiy                                       | 25 august 1983     | Chișinău   |
| 10 000 m         | 28.16,09 | Vasilii Nicolaev                                       | 18 iulie 1978      | Vilnius    |
| 3000 m obstacole | 8:18,97 | Ion Luchianov                                          | 16 august 2008     | Beijing    |
| 110 m garduri    | 13,58 (+0,2 m/s) | Alexandru Enco                                         | 6 iulie 1995       | Gomel      |
| 400 m garduri    | 48,61 | Vadim Zadoinov                                         | 29 august 1990     | Split      |
| Înălțime         | 2,25 m | Radu Tucan                                             | 30 mai 2008        | Chișinău   |
| Prăjină          | 5,70 m | Alexandr Zhucov                                        | 20 iunie 1987      | Celeabinsk |
| Lungime          | 8,25 m (+1,6 m/s) | Serghei Podgainiy                                      | 18 august 1990     | Chișinău   |
| Triplusalt       | 17,06 m | Vladimir Letnicov                                      | 23 iunie 2002      | Belgrad    |
| Greutate         | 20,80 m | Ivan Emilianov                                         | 14 mai 2016        | Onești     |
| Disc             | 65,46 m | Gheorghi Zelentsov                                     | 19 octombrie 1980  | Erevan     |
| Ciocan           | 78,72 m | Serghei Marghiev                                       | 30 mai 2015        | Chișinău   |
| Suliță           | 86,66 m | Andrian Mardare                                        | 8 mai 2021         | Split      |
| Decatlon         | 8288 | Valeriu Caceanov                                       | 20–21 iunie 1980   | Moscova    |
| Decatlon         | 11,08 (100 m), 7.54 m (lungime), 14,53 m (greutate), 2,08 m (înălțime), 48,70 (400 m) / 14,61 (110 m garduri), 46,10 m (disc), 4,50 m (săritură cu prăjina), 58,10 m (suliță), 4:17,4 (1500 m) |                                                        |                    |            |
| 20 km marș       | 1:19:32 | Victor Mostovik                                        | 3 mai 1987         | New York   |
| 50 km marș       | 4:01:38 | Fedosei Ciumacenco                                     | 24 septembrie 1999 | Kiev       |
| 4x100 m          | 40,70 | Soin Alexandru Gancenco Iurii Iordanov Alexandr Afteni | 29 iulie 1979      | Moscova    |
| 4x400 m          | 3:07,65 | A. Bazarov Y. Shipulin S. Lakiza Serghei Grigoriev     | 16 august 1988     | Kiev       |
| Semimaraton      | 1:02:43 | Iaroslav Mușinschi                                     | 18 februarie 2007  | Priștina   |
| Maraton          | 2:08:32 | Iaroslav Mușinschi                                     | 2 mai 2010         | Düsseldorf |

### Feminin
| Probă            | Record | Atletă                                                       | Data               | Loc               |
| ---------------- | --- | ------------------------------------------------------------ | ------------------ | ----------------- |
| 100 m            | 11,58 (+2,0 m/s) | Irina Grigorieva                                             | 28 iunie 1985      | Tallinn           |
| 200 m            | 23,54 (+1,8 m/s) | Iana Burtasencova                                            | 13 iunie 1993      | Rotterdam         |
| 400 m            | 52,00 | Olesea Cojuhari                                              | 15 iunie 2012      | București         |
| 800 m            | 1:59,3 | Liubov Ivanova                                               | 12 august 1978     | Podolsk           |
| 1500 m           | 3:57,05 | Svetlana Guskova                                             | 27 iulie 1982      | Kiev              |
| 3000 m           | 8:29,36 | Svetlana Guskova                                             | 25 iulie 1982      | Kiev              |
| 5000 m           | 15:02,12 | Svetlana Guskova                                             | 21 iunie 1986      | Tallinn           |
| 10 000 m         | 31:42,43 | Svetlana Guskova                                             | 30 august 1986     | Stuttgart         |
| 100 m garduri    | 12,81 (+1,0 m/s) | Maria Kemenceji                                              | 26 iunie 1982      | Cottbus           |
| 400 m garduri    | 56,11 | Natalia Dudina                                               | 5 iulie 1988       | Tallinn           |
| 3000 m obstacole | 9:36,63 | Oxana Juravel                                                | 15 august 2009     | Berlin            |
| Înălțime         | 1,97 m | Olga Bolșova                                                 | 5 septembrie 1993  | Rieti             |
| Prăjină          | 4,15 m | Anghelina Juk-Krasnova                                       | 26 iunie 2022      | Almaty            |
| Lungime          | 6,53 m | Liubov Ratsu                                                 | 28 august 1983     | Chișinău          |
| Triplusalt       | 14,24 m (+0,6 m/s) | Olga Bolșova                                                 | 28 iunie 2003      | Alcalá de Henares |
| Greutate         | 19,85 m | Alexandra Mititelu                                           | 28 iunie 1984      | Tallinn           |
| Disc             | 64,42 m | Alexandra Emilianov                                          | 13 aprilie 2024    | Ramona            |
| Ciocan           | 74,70 m | Zalina Petrivskaia                                           | 22 iunie 2019      | Chișinău          |
| Suliță           | 54,37 m | Mihaela Tacu                                                 | 7 mai 2008         | Chișinău          |
| Heptatlon        | 6423 | Liubov Ratsu                                                 | 27–28 august 1983  | Chișinău          |
| Heptatlon        | 13,6 (100 m garduri), 1,80 m (înălțime), 14,75 m (greutate), 24,2 (200 m) / 6,53 m (lungime), 41,86 m (suliță), 2:11,6 (800 m) |                                                              |                    |                   |
| 10 000 m marș    | 46:14 | Iulia Lisnic                                                 | 11 iulie 1991      | Kiev              |
| 20 km marș       | 1:41:30 | Iulia Lisnic                                                 | 16 septembrie 1991 | Novopoloțk        |
| 4×100 m          | 45,54 | Kryzhanovskaya Maria Merciuc Natalia Dudina Irina Grigorieva | 8 septembrie 1985  | Dnepropetrovsk    |
| 4×100 m          | 45,2 | Irina Grigorieva Natalia Dudina E. Savtchouk Larisa Glavenko | 25 august 1985     | Tiraspol          |
| 4×400 m          | 3:35,9 | T. Ivanova Natalia Dudina A. Bologan Larisa Glavenko         | 31 mai 1987        | Tbilisi           |
| Semimaraton      | 1:10:45 | Lilia Fisikovici                                             | 28 septembrie 2018 | Ústí nad Labem    |
| Maraton          | 2:27:26 | Lilia Fisikovici                                             | 28 aprilie 2019    | Londra            |

## În sală

### Masculin
| Probă        | Record | Atlet                                                           | Data               | Loc       |
| ------------ | --- | --------------------------------------------------------------- | ------------------ | --------- |
| 60 m         | 6,77 | Alexandr Afteni                                                 | 18 februarie 1983  | Moscova   |
| 200 m        | 21,98 | Iurii Iordanov                                                  | 12 martie 1985     | Chișinău  |
| 400 m        | 47,09 | Vadim Zadoinov                                                  | 10 martie 1996     | Stockholm |
| 800 m        | 1:49,6 | Anatolii Mamontov                                               | 10 februarie 1974  | Moscova   |
| 800 m        | 1:49,75 | Ion Siuris                                                      | 27 februarie 2016  | Istanbul  |
| 1000 m       | 2:25,3 | Anatolii Mamontov                                               | 2 martie 1973      | Moscova   |
| 1500 m       | 3:41,1 | Anatolii Mamontov                                               | 12 martie 1978     | Milano    |
| 3000 m       | 8:03,6 | Anatolii Mamontov                                               | 13 martie 1978     | Moscova   |
| 60 m garduri | 7,84 | Alexandru Enco                                                  | 4 februarie 1995   | Sofia     |
| Înălțime     | 2,22 m | Andrei Mîțîcov                                                  | 8 februarie 2015   | Chișinău  |
| Prăjină      | 5,75 | Alexandr Zhukov                                                 | 20 mai 1991        | Tbilisi   |
| Lungime      | 8,09 m | Alexandru Cuharenco                                             | 4 februarie 2012   | Chișinău  |
| Triplusalt   | 16,85 m | Vladimir Letnicov                                               | 9 martie 2008      | Chișinău  |
| Greutate     | 20,62 m | Ivan Emilianov                                                  | 6 februarie 2016   | Chișinău  |
| Heptatlon    | 5175 | Victor Covalenco                                                | 8-9 februarie 2002 | Chișinău  |
| Heptatlon    | 7,2 (60 m), 6,88 m (lungime), 13,24 m (greutate), 1,88 m (înălțime) / 8,7 (60 m garduri), 4,20 m (prăjină), 2:42,2 (1000 m) |                                                                 |                    |           |
| 5000 m marș  | 19:59,87 | Veaceslav Fedciuc                                               | 12 februarie 1994  | Paris     |
| 4×400 m      | 3:17,64 | Andrei Șturmilov, Ion Siuris, Alexandru Babian, Andrei Daranuța | 27 februarie 2016  | Istanbul  |

### Feminin
| Probă        | Record                                                                                        | Atletă              | Data              | Loc        |
| ------------ | --------------------------------------------------------------------------------------------- | ------------------- | ----------------- | ---------- |
| 60 m         | 7,42                                                                                          | Lilia Mocanu        | 6 februarie 1990  | Celeabinsk |
| 200 m        | 24,12                                                                                         | Lilia Mocanu        | 15 februarie 1991 | Moscova    |
| 400 m        | 53,72                                                                                         | Larisa Glavenco     | 26 februarie 1990 | Moscova    |
| 800 m        | 2:04,13                                                                                       | Olga Politova       | 12 ianuarie 1984  | Boston     |
| 1000 m       | 2:40,27                                                                                       | Svetlana Guskova    |                   |            |
| 1500 m       | 4:07,4                                                                                        | Svetlana Guskova    | 25 februarie 1979 | Viena      |
| 3000 m       | 9:00,59                                                                                       | Svetlana Guskova    | 20 februarie 1982 | Moscova    |
| 60 m garduri | 7,96                                                                                          | Maria Merciuc       | 22 februarie 1981 | Moscova    |
| Înălțime     | 1,94 m                                                                                        | Ludmila Suhoroslova | 24 ianuarie 1988  | Zaporijjea |
| Prăjină      | 3,60 m                                                                                        | Ecaterina Abramova  | 5 februarie 2012  | Chișinău   |
| Lungime      | 6,47 m                                                                                        | Liubov Ratsu        | 3 martie 1985     | Gomel      |
| Triplusalt   | 14,17 m                                                                                       | Olga Bolșova        | 11 martie 2001    | Lisabona   |
| Greutate     | 18,52 m                                                                                       | Dimitriana Surdu    | 16 februarie 2019 | Istanbul   |
| Pentatlon    | 4714                                                                                          | Liubov Ratsu        | 15 februarie 1985 | Moscova    |
| Pentatlon    | 8,42 (60 m garduri), 1,77 m (înălțime), 15,12 m (greutate), 6,43 m (lungime), 2:15,59 (800 m) |                     |                   |            |
| 3000 m marș  | 13:10,43                                                                                      | Iulia Lisnic        | 11 martie 1994    | Paris      |